# Lopholepis
Lopholepis és un gènere de plantes de la subfamília de les cloridòidies, família de les poàcies. És originari de l'Índia i Sri Lanka.
El gènere fou descrit per Joseph Decaisne i descrit a Archives du Muséum d'Histoire Naturelle 1: 147. 1839.
El nom del gènere es deriva de les paraules gregues lophos (cresta) i lepis (escala), referint-se a la quilla de les glumes.

## Taxonomia
- Lopholepis ornithocephala (Hook.) Steud. Syn. Pl. Glumac. 1: 112	1854[2]
- Lopholepis piloselloides (L.) J.sm. Bot. Vaig. Herald 229	1854[2]
- Lopholepis vacciniifolia (Langsd. i Fisch.) J. Sm.[2]